# 電子商務時報
電子商務時報（英文：Electronic Commerce Times），簡稱EC Times，創立於1999年7月，是國內專門報導電子商務新聞，且歷史最為悠久的非營利網路媒體。由中華民國唯一歐盟第七期科研架構計畫（7th Framework Programme, FP7）社會經濟人文領域國家聯絡據點（SSH-NCP），南台灣唯一連續入選「邁向頂尖大學計畫」、「高教深耕計畫」的國立中山大學管理學院智慧電子商務研究中心所主辦，透過結合國立中山大學資訊管理學系（所）、行銷傳播管理研究所以及中山管理教育基金會等學術資源，從學術與理論的角度，為讀者提供電商相關的重要動態及綜合評論，乃至深入思考的方向。

## 歷史沿革
- 1999年7月：《電子商務時報》網路媒體正式成立。
- 2003年4月：與「中時集團全球華文行銷知識庫」合作。
- 2009年1月：與「聯合新聞網 udn.com數位資訊」合作。
- 2013年1月：因應社群媒體的發展潮流，推出《電子商務時報》Facebook粉絲頁。
- 2013年11月：與國立政治大學「服務創新電子報」合作。
- 2017年9月：官網第四次改版。

## 內容服務
《電子商務時報》的報導內容主要針對電子商務領域，以及與其相關的數位科技、網路行銷等議題。透過提供讀者全方位的電商資訊，讓讀者對電子商務的發展能有更全面的掌握，其主要內容涵蓋如下：
- 產業動態：報導每日國內外重要的電子商務、數位科技、傳播行銷等面向之相關資訊。
- 專題報導（週報）：選取近期最具話題性的電商熱點，進行專題式深入報導。
- 獨家觀點：由特約專家針對電商領域的熱門議題，提出個人觀點及評論。
- 活動訊息：提供國內外與電子商務相關之學術研討會、演講等活動訊息。

## 團隊編制
在組織結構上，《電子商務時報》共設有總編輯、副總編輯、財務長、公關長、教學長等職，並由資訊管理學系（所）組建工程師團隊提供技術支持。
由於該媒體的創辦人梁定澎（國家講座教授）為行銷傳播管理研究所（原傳播管理研究所）首任所長，故而長期提供該所的學生參與實習，主要負責新聞採編之工作。

## 出版品
- 《電子商務世代風潮》， 梁定澎/主編，郭昭琪、曾夢蘭/編輯，高雄：復文，2003年。
- 《電子商務脈絡大解構：掌握新時代商機》，中山大學行銷傳播管理研究所第18屆記者群，高雄：國立中山大學出版社，2016年。